# Шаррон, Мод
Мод Шаррон (фр. Maude Charron; род. 28 апреля 1993, Римуски, Квебек) — канадская тяжелоатлетка, выступающая в весовой категории до 64 килограммов. Олимпийская чемпионка и победительница Игр Содружества с рекордом соревнований. Обладательница национальных и панамериканских рекордов. Призёр чемпионата мира 2022 года.

## Биография
Мод Шаррон родилась 28 апреля 1993 года в Римуски.
Тяжёлой атлетикой стала заниматься только в 19 лет. Ранее занималась в цирковой школе, но из-за травм бросила её. Мод посоветовали сходить в фитнес-клуб, где она познакомилась с тяжёлой атлетикой.

## Карьера
Шаррон выиграла серебряную медаль в рывке на чемпионате мира по тяжелой атлетике 2017 года в Анахайме.
Она выступила на Играх Содружества 2018 в Австралии. Там она установила рекорд Игр Содружества, подняв 122 килограмма в толчке, улучшив результат Кристин Жирар на Играх Содружества 2006 года на один килограмм, и завоевала золото.
В преддверии летних Олимпийских игр 2020 года Шаррон участвовала на Панамериканском чемпионате 2020 года, который проводился в 2021 году из-за пандемии COVID-19. На соревнованиях в Санто-Доминго она установила личные рекорды и Панамериканский рекорд во всех упражнениях. Шаррон выиграла золотую медаль в весовой категории до 64 килограммов на летних Олимпийских играх 2020 года в Токио. Канадка подняла в рывке 105 кг и в толчке 131 кг, что в сумме составило 236 кг. После победы она посвятила свою золотую медаль другой олимпийской чемпионке Канады Кристин Жирар, которая стала чемпионкой через шесть лет после окончания летних Олимпийских игр 2012 года, когда были дисквалифицированы опередившие её спортсменки и было принято решение о перераспределении медалей.
На чемпионате мира 2022 года в Боготе, в Колумбии в категории до 59 кг она стала третьей по сумме двух упражнений с результатом 231 кг и завоевала малую серебряную медаль в упражнении «рывок» (103 кг).
На летних Олимпийских играх 2024 года Мод  выступала в весовой категории до 59 кг среди женщин и завоевала серебряную медаль. Подняла вес 236 килограммов по сумме двух упражнений.